# Erewash (circonscription britannique)
La circonscription de Erewash  est une circonscription située dans le Derbyshire et représentée à la Chambre des communes du Parlement britannique.